# Marcq (Ardennes)
Pour les articles homonymes, voir Marcq.
Marcq est une commune française, située dans le département des Ardennes en région Grand Est.

## Géographie
Le village de Marcq est situé en Argonne ardennaise (au sud de Grandpré), région à l'est du Bassin parisien. D'une altitude de 240 mètres sur les « Hauts de Marcq », cette commune est située sur la rive gauche de la rivière L'Aire.

### Communes limitrophes
|           | Saint-Juvin |        |
| Chevières | Marcq       |        |
| Senuc     | Lançon      | Cornay |

### Hydrographie
La commune est dans la région hydrographique « la Seine du confluent de l'Oise (inclus) à l'embouchure » au sein du bassin Seine-Normandie. Elle est drainée par l'Aire, le ruisseau de la Besogne, le ruisseau de la Louvette, le cours d'eau 06 de la commune de Marcq, le cours d'eau 01 de la Petite Besogne, le cours d'eau 03 de la commune de Marcq, le cours d'eau 02 de la commune de Marcq et divers autres petits cours d'eau,.
L'Aire, d'une longueur de 125 km, prend sa source dans la commune de Saint-Aubin-sur-Aire, à 324 m d'altitude, et se jette  dans l'Aisne, en rive droite à Senuc, à 104 m d'altitude, après avoir traversé 36 communes. Elle longe la commune sur son flanc nord sur une longueur d'environ 2,7 km.

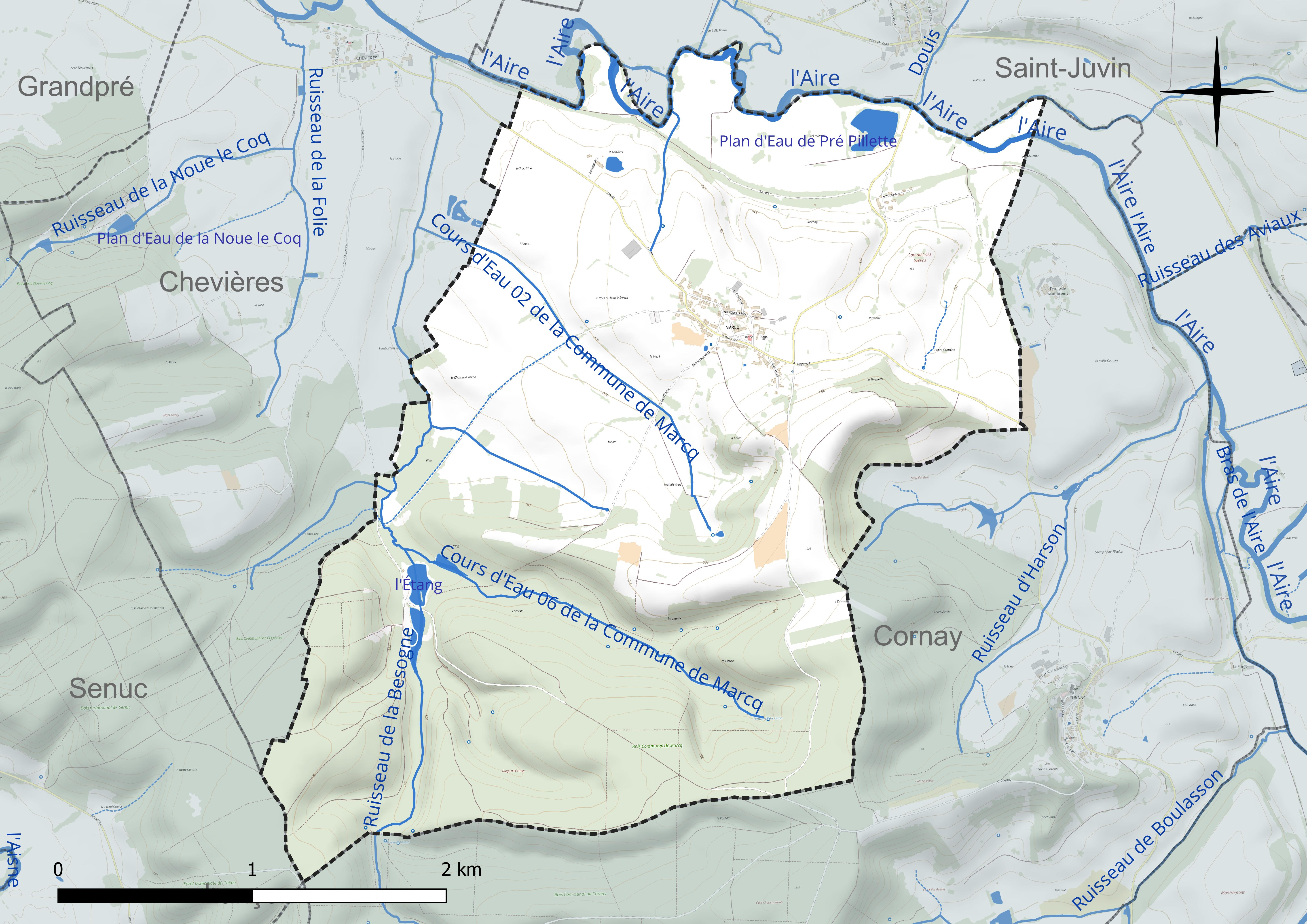
Réseau hydrographique de Marcq.

Deux plans d'eau complètent le réseau hydrographique : le plan d'eau de Pré Pillette (3,7 ha) et l'étang (1,8 ha),.

### Climat
Pour des articles plus généraux, voir Climat du Grand Est et Climat des Ardennes.
En 2010, le climat de la commune est de type climat de montagne, selon une étude du Centre national de la recherche scientifique s'appuyant sur une série de données couvrant la période 1971-2000. En 2020, Météo-France publie une typologie des climats de la France métropolitaine dans laquelle la commune est exposée à un climat océanique altéré et est dans une zone de transition entre les régions climatiques « Nord-est du bassin Parisien » et « Lorraine, plateau de Langres, Morvan ».
Pour la période 1971-2000, la température annuelle moyenne est de 10 °C, avec une amplitude thermique annuelle de 15,9 °C. Le cumul annuel moyen de précipitations est de 926 mm, avec 13,6 jours de précipitations en janvier et 9,4 jours en juillet. Pour la période 1991-2020, la température moyenne annuelle observée sur la station météorologique de Météo-France la plus proche, « Montcheutin_sapc », sur la commune de Montcheutin à 8 km à vol d'oiseau, est de 11,0 °C et le cumul annuel moyen de précipitations est de 721,9 mm. 
La température maximale relevée sur cette station est de 41,2 °C, atteinte le 25 juillet 2019 ; la température minimale est de −15,5 °C, atteinte le 20 décembre 2009,,.
Les paramètres climatiques de la commune ont été estimés pour le milieu du siècle (2041-2070) selon différents scénarios d'émission de gaz à effet de serre à partir des nouvelles projections climatiques de référence DRIAS-2020. Ils sont consultables sur un site dédié publié par Météo-France en novembre 2022.

## Urbanisme

### Typologie
Au 1er janvier 2024, Marcq est catégorisée commune rurale à habitat dispersé, selon la nouvelle grille communale de densité à 7 niveaux définie par l'Insee en 2022.
Elle est située hors unité urbaine. Par ailleurs la commune fait partie de l'aire d'attraction de Vouziers, dont elle est une commune de la couronne,. Cette aire, qui regroupe 45 communes, est catégorisée dans les aires de moins de 50 000 habitants,.

### Occupation des sols
L'occupation des sols de la commune, telle qu'elle ressort de la base de données européenne d’occupation biophysique des sols Corine Land Cover (CLC), est marquée par l'importance des territoires agricoles (61,8 % en 2018), une proportion sensiblement équivalente à celle de 1990 (61,7 %). La répartition détaillée en 2018 est la suivante : 
prairies (44,3 %), forêts (38,2 %), terres arables (8,9 %), zones agricoles hétérogènes (8,6 %). L'évolution de l’occupation des sols de la commune et de ses infrastructures peut être observée sur les différentes représentations cartographiques du territoire : la carte de Cassini (XVIIIe siècle), la carte d'état-major (1820-1866) et les cartes ou photos aériennes de l'IGN pour la période actuelle (1950 à aujourd'hui).

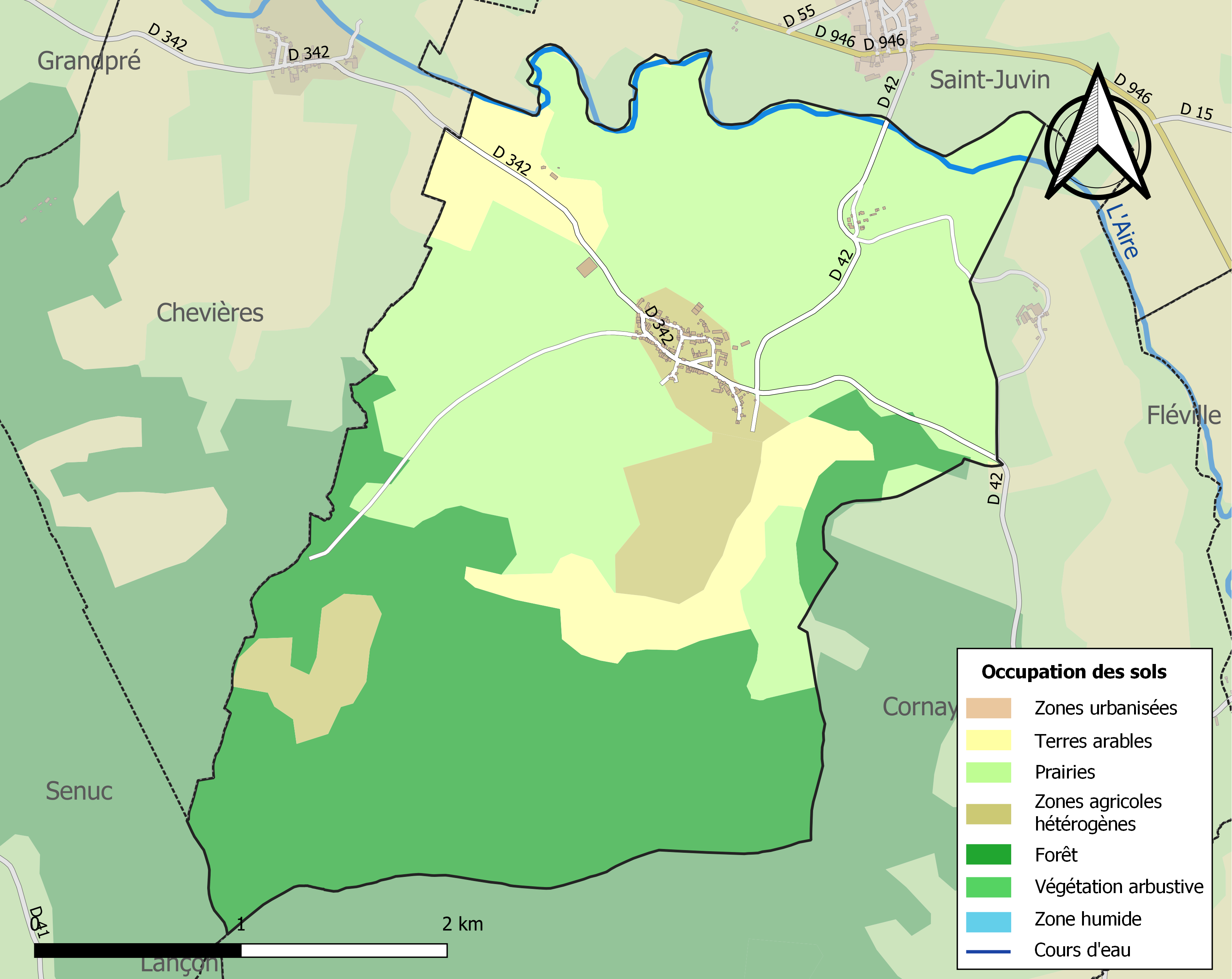
Carte des infrastructures et de l'occupation des sols de la commune en 2018 (CLC).

## Toponymie
Du germanique Marka, « frontière », traduit en latin médiéval en marca ou marchala, frontière entre deux peuples gaulois.

## Histoire
On ne connaît pas grand chose de l'histoire de cette terre au haut Moyen Âge. Il est probable que la vallée de l'Aire et les terres de Marcq ne commencent à être réellement défrichées qu'au Xe siècle, en même temps qu’est crée l’abbaye de Senuc.
Vers 1239, le sire de Cornay, donne à foy et hommage sa terre de Marcq à sa parente Élisabeth de Villiers
Durant la guerre de Cent Ans, la contrée est plusieurs fois pillée et rançonnée par les Anglais, puis par les bandes armées de mercenaires.
De 1419 à 1439, les Bourguignons et les troupes du dauphin se font la guerre sur les terres du comté de Grandpré.
En 1468, des habitants de Liège, fuyant la mise à sac de leur cité par Charles le Téméraire s’installent sur cette paroisse. Parmi ces Liégeois, l'un d'eux, Louis Baudelot  reprend sur place son activité de fabricant d'étoffes et de draperies. Ces enfants et petits-enfants seront notaires et receveurs de la seigneurie de Grandpré.
Au XVIe siècle, les seigneurs de Marcq sont les Boubers, qui font hommage au comte de Grandpré. C'est ainsi que le 1er juin 1526, Louys de Boubers dénombre ses propriétés à Marcq, place et maison-forte.
La famille de Boubers s’allie par des alliances avec les Pouilly, les Créquy, les Chamisso.
Dans la deuxième partie du XVIe siècle, les Pouilly possèdent trois huitièmes de la seigneurie. Plusieurs membres de cette maison ont adopté la religion calviniste. Ils jouent un rôle majeur dans les troupes protestantes, puis avec l'arrivée au trône de Henri IV, dans les troupes royales. Durant la huitième et dernière guerre de religion, Louis de Pouilly, compagnon d'armes d'Henri IV, se voit confier la mission de couvrir la frontière de Champagne. Les combats et passage de troupes ravagent la région.
Trois autres huitièmes sont devenus la propriété des Créquy. Charles II de Créquy, maréchal de France, doté de grandes propriétés dans l'Argonne, meurt en 1638. Les terres reviennent alors à ses enfants. Le 24 mai 1638, un procureur fiscal de leurs terres en Lorraine reçoit l’ordre de « se transporter au château de Grandpré, se présenter à Monsieur le comte dudit Grandpré, ou en son absence à son officier de justice, et faire audit comte pour seigneur constituant audit nom, les foy et hommage du fief, terre et seigneurie de Marc et la Grande Besongne ». Cette famille en est encore propriétaire en 1690.
Outre les trois huitièmes de la seigneurie de Marcq appartenant aux Pouilly, seigneurs de Cornay, et les trois huitièmes appartenant aux Crequy, un huitième de propriété appartient à Christophe de Chamisso. Et le dernier huitième est partagé entre cinq autres petits seigneurs.
Le fractionnement de la seigneurie, sans qu'aucun seigneur d'importance ne vive sur place, ne favorise pas la protection du territoire, de ses habitants et de leurs biens. En 1636, le comte de Soissons, chargé de couvrir la frontière, campe avec ses troupes dans la bourgade de Grandpré. Ses soldats, mal payés, pillent les villages avoisinants et une maladie contagieuse décime les habitants. Durant la Fronde, pillage et incendies se multiplient sans compter les troupes qu'il faut loger. En 1712, 3 000 cavaliers hollandais ravagent l'Argonne jusque Sainte-Menehould.
Par alliances successives, et par transmission de fille en fille, le huitième appartenant à la famille de Chamisso est transmis en 1768 à un militaire sedanais, Ponce Savary. La carrière militaire de Ponce Savary le tient souvent éloigné du bourg. Sa femme accouche de quatre enfants, trois fils et une fille. Les trois fils choisissent également la carrière militaire dont le futur général et ministre de Napoléon, Anne Jean Marie René Savary, futur duc de Rovigo, né à Marcq. En 1777, Ponce Savary est nommé major du château de Sedan et la famille s’installe peu après dans cette cité. Un avis de vente est publié en mai 1780 : d’après l’annonce, le bien consiste en une maison seigneuriale, une belle cour, une maison de ferme avec quelques terres et quelques vignes, un jardin, un pressoir, un huitième des droits seigneuriaux produisant huit setiers de blé, un sur cens de trois paires de setiers de blé et d’avoine. Mais aussi, comme le précise l'annonce, le droit d’un banc à l’église, où est dû l’honneur du pain bénit.
Les biens mis en vente par les Savary sont rachetés par Nicolas Dérué, père et fils, maîtres de forge de Champigneulle.
Pendant la Révolution française
En 1791, un décret du 13 avril ordonne aux anciens seigneurs de faire retirer, dans les deux mois suivant la publication, leur banc seigneurial de l'église et d'effacer leurs titres. En juin de la même année, toute la région s'agite à la suite de la fuite du roi, arrêtée à Varennes.
En 1792, c'est la proclamation de la République. À la suite de l'entrée sur le territoire français de troupes prussiennes et autrichiennes voulant rétablir la royauté, Charles François Dumouriez poste son armée dans les défilés de l'Argonne. L'Aire constitue une défense naturelle au milieu des bois. Le général Duval de Hautmaret établit son poste de commandement à Marcq pendant quelques jours. La bataille de Valmy qui suit consacre l'arrêt de cette invasion.
Elle forma, par fusion avec Chevières, de 1828 à 1871, une éphémère commune nommée Marcq-et-Chevières.
Embryon d'activité industrielle
Dans la deuxième partie du XIXe siècle, des minières sont ouvertes dans les environs de la commune. Le minerai de fer se trouve en couches d'une épaisseur moyenne de 1 mètre à 1,50 mètre et quelquefois de 2,50 mètres à 3 mètres. L’exploitation se fait à ciel ouvert.
À partir des années 1880, alors que l’activité métallurgique décroît, l’industrie des phosphates se développe, mettant à profit des nodules de phosphate de chaux tirés des sables verts, de la gaize et de l’argile de la région.
Nouvelles invasions.
Le village subit les invasions de 1814, 1815, 1871, 1914-18, 1939_45.
En 1815, après Waterloo, les Ardennes sont occupées durant trois ans, par les troupes prussiennes et russes.
En 1870, Marcq est tenu pendant quelques jours par le 4e régiment de hussards qui se replie finalement et laisse la place à la cavalerie prussienne. Cette nouvelle occupation dure neuf mois et demi, jusqu'en août 1871. Elle se traduit par des pillages et par de nombreuses réquisitions.
En 1914-1918 puis 1940-1945, l'occupation est encore rude pour les familles restées sur place, même si les troupes allemandes sont mieux encadrées. Les restrictions sont sévères pour les habitants. Certaines demeures sont réquisitionnées comme points médicaux puis comme prisons. Lors du deuxième conflit, les hommes sont soumis au travail obligatoire en Allemagne.
Sur ces deux derniers conflits, c'est l'armée américaine qui libère le village.

## Politique et administration
| Période                                  | Période                        | Identité           | Étiquette      | Qualité                                   |
| ---------------------------------------- | ------------------------------ | ------------------ | -------------- | ----------------------------------------- |
| avant 1981                               | ?                              | Gilles Zeimet      | Sans étiquette |                                           |
| Mars 1989                                | Mars 2008                      | Daniel Zeimet      |                | Ingénieur retraité                        |
| mars 2008                                | 1er juillet 2018               | Raoul Mas          |                | ancien agent comptable de l'IUFM de Reims |
| 2018                                     | 2020                           | Alain Léoni        |                | Ingénieur retraité                        |
| 2020                                     | En cours (au 1er juillet 2020) | Séverine Lallement |                | Professeure des écoles                    |
| Les données manquantes sont à compléter. |                                |                    |                |                                           |

## Démographie
L'évolution du nombre d'habitants est connue à travers les recensements de la population effectués dans la commune depuis 1793. Pour les communes de moins de 10 000 habitants, une enquête de recensement portant sur toute la population est réalisée tous les cinq ans, les populations de référence des années intermédiaires étant quant à elles estimées par interpolation ou extrapolation. Pour la commune, le premier recensement exhaustif entrant dans le cadre du nouveau dispositif a été réalisé en 2006.

En 2022, la commune comptait 89 habitants, en évolution de −11,88 % par rapport à 2016 (Ardennes : −2,97 %, France hors Mayotte : +2,11 %).
| 1793 | 1800 | 1806 | 1821 | 1831 | 1836 | 1841 | 1846 | 1851 |
| ---- | ---- | ---- | ---- | ---- | ---- | ---- | ---- | ---- |
| 356  | 424  | 432  | 408  | 615  | 678  | 709  | 722  | 728  |

| 1866 | 1872 | 1876 | 1881 | 1886 | 1891 | 1896 | 1901 | 1906 |
| ---- | ---- | ---- | ---- | ---- | ---- | ---- | ---- | ---- |
| 806  | 560  | 510  | 437  | 481  | 448  | 440  | 401  | 411  |

| 1911 | 1921 | 1926 | 1931 | 1936 | 1946 | 1954 | 1962 | 1968 |
| ---- | ---- | ---- | ---- | ---- | ---- | ---- | ---- | ---- |
| 402  | 317  | 306  | 285  | 266  | 241  | 227  | 239  | 201  |

| 1975 | 1982 | 1990 | 1999 | 2006 | 2011 | 2016 | 2021 | 2022 |
| ---- | ---- | ---- | ---- | ---- | ---- | ---- | ---- | ---- |
| 152  | 119  | 116  | 103  | 110  | 103  | 101  | 92   | 89   |

## Lieux et monuments
- La mairie de la commune fut construite vers 1850.
- L'église Saint-Jacques-et-Philippe date du XVIIIe siècle mais fut détruite pendant la grande guerre et reconstruite en 1924.

La cloche a pour parrain Marcel Pouplier et marraine Geneviève Sassot-Dérué.
- Deux propriétés, situées aux deux extrémités du village, font office de « châteaux » :
  - Le château "Mercier" fut construit en 1760 par le maître de forge Nicolas Dérué. Il a un bel aspect 18e avec son toit en ardoise et sa construction alterné de pierre et de brique (typiquement ardennais). Il est inventorié depuis 1998 sur la liste supplémentaire des monuments historiques[26]. Son nom est celui de l'un de ses propriétaires, le docteur Charles Mercier. Il appartient aujourd'hui à la famille Peyret.
  - Le château "Dérué", antérieur au précédent. Ses origines remontent au XVIIe siècle. Il appartenait alors à la famille des Chamisso, passant au marquis de Puisieux puis au milieu du XVIIIe siècle à la famille Dussaussoy-Savary. Il fut vendu le 15 mai 1780 à la famille Dérué (famille notable originaire du pays depuis 1650). Il appartient aujourd'hui à la famille Ménillet-Sassot, descendante de la famille Dérué.  Il a vu naître le futur général Savary, duc de Rovigo le 26 avril 1774, et en 1835 le lieutenant-colonel Jules Dérué, célèbre escrimeur et inventeur d'un sabre de cavalerie. Il a un joli aspect avec son porche du XVIIe siècle.

## Personnalités liées à la commune
- Anne Jean Marie René Savary, duc de Rovigo né à Marcq (Ardennes) le 26 avril 1774, mort à Paris en juin 1833. Savary fut l’un des serviteurs les plus fidèles et les plus dévoués de l'Empereur. Son nom est gravé sur l’arc de triomphe de l'Étoile.
- François Jules Dérué, lieutenant-colonel né à Marcq (Ardennes) le 8 juin 1835, mort à Nogent-sur-Seine (Aube) le 4 mars 1922. Escrimeur célèbre, directeur de la section d'escrime de l'école de Joinville-le-Pont, officier de la Légion d’Honneur et officier de l'Ordre d'Orange-Nassau, publie de nombreux ouvrages sur l'escrime, inventeur d'un sabre qui porte son nom[27],[28],[29]. Il a écrit entre autres :
  - 1867 - Escrime à la baïonnette à l’usage des régiments d’artillerie
  - 1885 - Nouvelle Méthode d'escrime à cheval
  - 1888 - L'escrime dans l'armée
  - 1898 - L'escrime au sabre
  - 1906 - Enseignement de la gymnastique dans les écoles primaires publiques de la ville de Paris. Mouvements d'ensemble les mains libres en 1906